# Eggenstein-Leopoldshafen
Eggenstein-Leopoldshafen es un municipio situado en el distrito de Karlsruhe, en el estado federado de Baden-Wurtemberg (Alemania), con una población a finales de 2019 de unos 16 430 habitantes.
Se encuentra ubicado en el centro del estado, en la región de Karlsruhe, a poca distancia al este del río Rin que lo separa del estado de Renania-Palatinado. 

### Economía
El factor económico más importante para Eggenstein-Leopoldshafen es el Instituto de Tecnología de Karlsruhe (KIT), que fue fundado allí en 1956 bajo el nombre de Kernforschungszentrum Karlsruhe. Esta es la razón por la que el municipio es actualmente el destino más importante para los viajeros que viven en la cercana ciudad de Karlsruhe. Además, el municipio ha tenido un presupuesto municipal equilibrado durante años y sigue siendo una de las comunidades libres de deuda de la región. Eggenstein-Leopoldshafen como parte de Karlsruhe (distrito) tiene una de las tasas de desempleo más bajas de todo Baden-Wurtemberg con una tasa de desempleo de aproximadamente alrededor del 2,6%.